# کرونای ایسلند
کرونا ایسلند (به انگلیسی: Icelandic króna) (به زبان بومی: íslensk króna) با کد ایزوی ISK، یکای پول رایج در کشور ایسلند است. مسولیت کنترل این یکای پول برعهدهٔ بانک مرکزی ایسلند قرار دارد.